# 软件无线电
软件无线电（Software Defined Radio，SDR）是一种实现无线通信的新概念和体制。在硬件中可以通過组件（例如混频器，濾波器，放大器，调制器 / 解调器，检测器等）實現，也可以通过软件手段实施。一开始软件无线电应用在军事领域，在21世纪初，由于众多公司的努力，使得它已从军事领域转向民用领域，成为经济的、应用广泛的、全球通信的第三代移动通信系统的战略基础。

## 概述
基本的SDR系统可以由装备有声卡或其他模数转换器的个人计算机组成，之前是某种形式的RF前端。大量的信号处理被交给通用处理器，而不是在专用硬件（电子电路）中完成。这种设计产生一种无线电装置，它可以仅仅基于所使用的软件来接收和发送广泛不同的无线电协议（有时也称为波形）。
软件无线电对于军事和手机服务具有显着的效用，这两者都必须实时地服务于各种变化的无线电协议。

## 历史意义

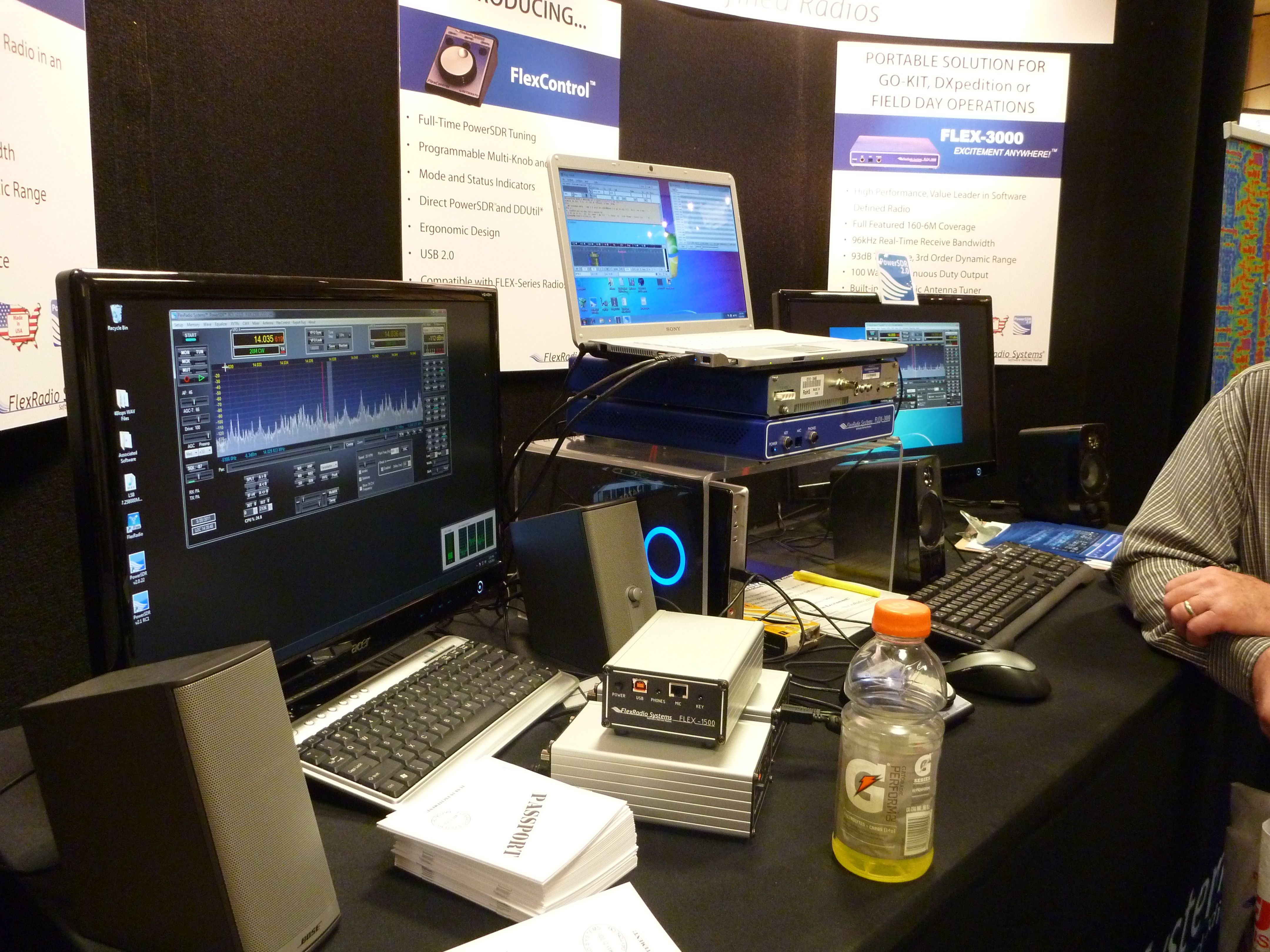
软件无线电的一套設備

由于无线通信领域存在的一些问题，如多种通信体系并存，各种标准竞争激烈，频率资源紧张等，特别是无线个人通信系统的发展，使得新的系统层出不穷，产品生产周期越来越短，原有以硬件为主的无线通信体制难以适应这种局面，迫使软件无线电的概念的出现。它的出现，使无线通信的发展经历了由固定到移动，由模拟到數碼，由硬件到软件的三次变革。

## 特性
传统模拟无线电系统的射频部分、上/下变频、滤波及基頻处理全部采用模拟方式，某频段和某种调制方式的通信系统都对应专门的硬件结构；而數碼无线电系统的低频部分采用数字电路，但其射频部分和中频部分仍离不开模拟电路。与传统无线电系统相比，软件无线电系统的A/D、D/A变换移到了中频，并尽可能靠近射频端，对整个系统频带进行采样，这是软件无线电的一个突出特点。數碼无线电采用专用数字电路，实现单一通信功能，无编程性可言。而软件无线电以可编程力强的DSP器件代替专用数字电路，使系统硬件结构与功能相对独立。这样就可基于一个相对通用的硬件平台，通过软件实现不同的通信功能，并对工作频率、系统带宽、调制方式、信源编码等进行编程控制，系统灵活性大为增强。

## 体系结构
软件无线电的硬件平台采用模块化设计，是一个具有开放性、可扩展性和兼容性的通信平台。我们基于这一相对通用的硬件平台，通过加载不同的软件来实现不同的通信功能。通过使用软件无线电，可以快速改变信道接入方式或调制方式，利用不同软件即可适应不同标准，构成具有高度灵活性的多模手机和多功能基站，这样不同通信体制就可以实现互联互通。
软件无线电的通用硬件平台设计通常采用总线形式。软件无线电的硬件平台比PC要求高得多,它需要宽带射频前端、宽带A/D/A转换器、高速DSP器件等。为了进行高速A/D/A变换及数字信号处理，软件无线电系统必须多个CPU并行工作。另外，数字信号处理数据要高速交换，系统总线必须具有极高的I/O传输速率。在目前符合要求的系统总线中，VME总线技术最成熟，通用性最好，且得到的支持最广泛。VME提供多个CPU并行处理，支持独立的32位数据总线和地址总线，速率达40Mb/s(甚至320Mb/s)，是软件无线电的首选总线方式。

## 关键技术
- 宽带/多频段天线
- 宽带模/数变换器(ADC)和数/模变换器(DAC)
- 高速并行的DSP部分
- 开放性及扩展性的总路线结构
- 软件协议和标准(如JTRS-SCA)
- 系统的功耗、体积和成本